# Handley Page HP.54 Harrow
El Handley Page HP.54 Harrow fue un bombardero pesado diseñado y producido por el constructor aeronáutico británico Handley Page. Fue operado por la Real Fuerza Aérea (RAF) y usado durante la Segunda Guerra Mundial, aunque no como bombardero.
El Harrow fue desarrollado durante los años 30 como un derivado del Handley Page HP.51, un fracasado bombardero/transporte híbrido monoplano. Era un monoplano de ala alta bimotor con tren de aterrizaje fijo. En 1935, el Ministerio del Aire emitió la Especificación B.29/35 alrededor de la propuesta del Harrow, solicitando un bombardeo pesado "tapa huecos" para facilitar la expansión de los escuadrones de bombardeo de la RAF. Handley Page actualizó el diseño con nuevas características, junto con cambios estructurales, para permitir una fabricación más rápida. A pesar de incorporar varias características modernas, incluyendo torretas de accionamiento hidráulico, calefacción de cabina basada en vapor y hélices de paso variable, las prestaciones del Harrow no se igualaban a las de bombarderos contemporáneos como el Armstrong Whitworth Whitley.
El 14 de agosto de 1936, el Ministerio del Aire encargó 100 Harrow para la RAF. Como el Arma Aérea de la Flota realizó un encargo separado de otros 100 ejemplares, Handley Page no tenía capacidad para producirlos. El 13 de enero de 1937, el primer Harrow fue entregado al No. 214 Squadron; a finales del mismo año, las cien unidades del contrato de la RAF habían sido entregadas. A finales de 1939, el Harrow había sido retirado rápidamente como bombardero de primera línea; en su lugar fue volado como transporte, lo que incluyó su uso como ambulancia aérea. Participó en varias acciones importantes, incluyendo un heterodoxo papel defensivo contra el Blitz en el invierno de 1940-41 y la Operación Market-Garden en septiembre de 1944. Cantidades limitadas sirvieron hasta el final del conflicto, retirando la RAF el modelo en mayo de 1945.

## Desarrollo

### Antecedentes
El HP. 54 Harrow fue la versión de producción del anterior diseño Handley Page HP.51, así mismo una conversión monoplano del biplano trimotor Handley Page HP.43. Los dos monoplanos fueron diseñados por el Dr. Gustav Lachmann. El autor de aviación C. H. Barnes observa que, a pesar de los rumores en sentido contrario, el desarrollo del Harrow no tuvo nada que ver con la Especificación B.9/32, que solicitaba un bombardero medio; varias características del avión, como su tren de aterrizaje fijo y construcción general, eran incompatibles con los requerimientos dispuestos. En su lugar, en avión había sido desarrollado para la Especificación C.26/31 del Ministerio del Aire, que solicitaba un avión bombardero/transporte. Handley Page había pretendido ofrecer el precedente HP.51, antes de optar por el HP.54 en el último minuto, ya que fue visto como una oferta superior para cubrir el requerimiento.
Reconociendo que la producción de los bombarderos existentes como el Armstrong Whitworth Whitley, o proyectos venideros, debían ser razonablemente acelerados, el Ministerio del Aire se dio cuenta de que habrían de procurarse modelos de aviones adicionales si se iba a mantener el ritmo de las presiones políticas para equipar a la Real Fuerza Aérea, que estaba experimentando un periodo de rápida expansión y modernización, incluyendo el crecimiento de su fuerza de bombarderos, ya que la situación en Europa se deterioraba. En junio de 1935, la Especificación B.29/35 fue escrita alrededor del Harrow como "tapa huecos"; estaba dirigido para ser adecuado para la rápida producción, a pesar de que sus prestaciones no eran similares a las de sus compañeros de primera línea. El uso del avión como bombardero fue enfatizada por la B.29/35 por encima de su capacidad de transporte, aunque esta se retuvo como papel secundario.
Para completar la especificación, que solicitaba el Harrow como bombardero pesado, el diseño tuvo que ser refabricado, principalmente en términos de estructura. Se introdujeron varias características, incluyendo hélices de paso variable, generadores de vapor para calefactar la cabina y torretas accionadas hidráulicamente. Se adoptaron modernos métodos constructivos extraídos de estudios de las fábricas automovilísticas estadounidenses, que incluían un sistema fluido de subconjuntos, y se dio prioridad al alto estándar de entrenamiento práctico. El 14 de agosto de 1936, meses antes de que volase el Harrow, el Ministerio del Aire optó por realizar un encargo de cien aviones. El Arma Aérea de la Flota también realizó su propio encargo de cien aviones, pero Handley Page se dio cuenta de que carecía de la capacidad de producción necesaria para suministrarlos. La producción en cantidad del Harrow comenzó poco después de que la producción del biplano Handley Page Heyford llegara a su fin.

### En vuelo
El 10 de octubre de 1936, el primer Harrow realizó el primer vuelo del modelo desde Radlett. Las pruebas de servicio del modelo comenzaron en RAF Martlesham Heath veinte días más tarde, usando este mismo avión. Durante enero de 1937, el segundo Harrow, que se diferenciaba del primero por tener instalados los mejorados motores radiales Bristol Pegasus XX, junto con las torretas prototipo Habbart-F.N., llegó para realizar las pruebas de armamento. En marzo del mismo año, tras los aterrizajes forzosos de siete Heyford debidos al mal tiempo, se ordenó que se adoptaran puestos del navegante mejorados en todos los bombarderos donde fuese factible, lo que provocó que se realizaran urgentes modificaciones en todos los Harrow. Para acelerar las entregas, y para dar tiempo a que las torretas hidráulicas trabajaran apropiadamente, las primeras unidades de producción fueron entregadas a escuadrones de entrenamiento sin sus torretas.
El Harrow estaba equipado típicamente con varias armas defensivas, incluyendo una torreta eléctrica de morro y otra de cola, así como una torreta dorsal operada manualmente.Estas posiciones poseían cúpulas fijas con las armas atravesando una ranura; los controles hidráulicos estaban conectados con la mira de tiro, mientras que el peso de las armas era equilibrado por el artillero. La puntería de bombardeo se realizaba usando la torreta de morro, que incorporaba un panel óptico plano. Desde el principio, las torretas de morro y y dorsal estaban equipadas cada una con una ametralladora Lewis, mientras que la torreta de cola llevaba dos. Más tarde, en servicio, estas armas fueron reemplazadas típicamente por ametralladoras Vickers K. El Harrow podía llevar una carga máxima de 1400 kg, que se estibaba en una bodega directamente bajo el suelo de la cabina; también era capaz de llevar una bomba de 910 kg. La mayor parte de los Harrow estaban propulsados por un par de motores radiales Bristol Pegasus XX, capaces de producir hasta 690 kW (925 hp).

## Historia operacional

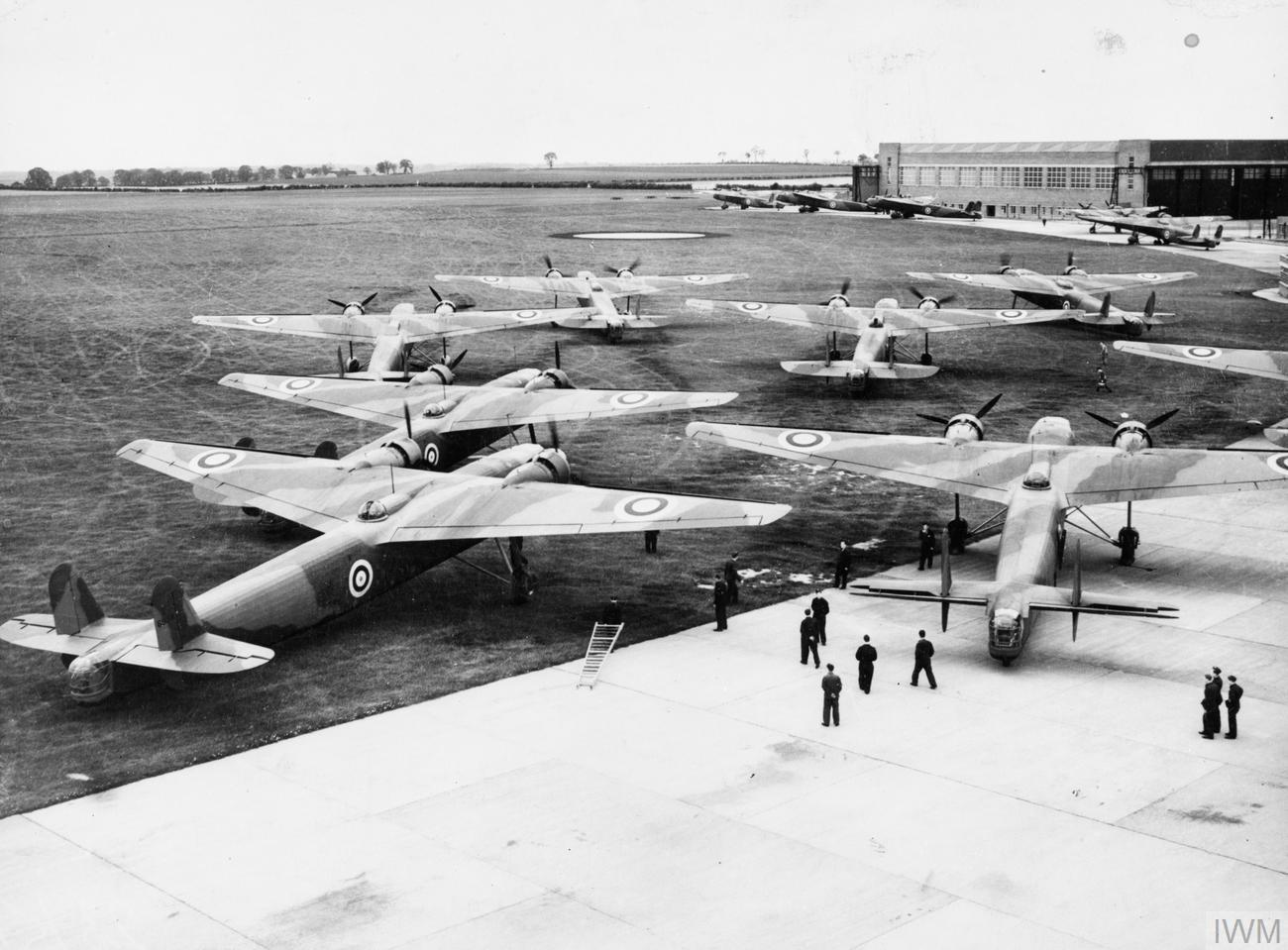
Harrow del No. 214 Squadron en RAF Feltwell, alrededor de 1938.

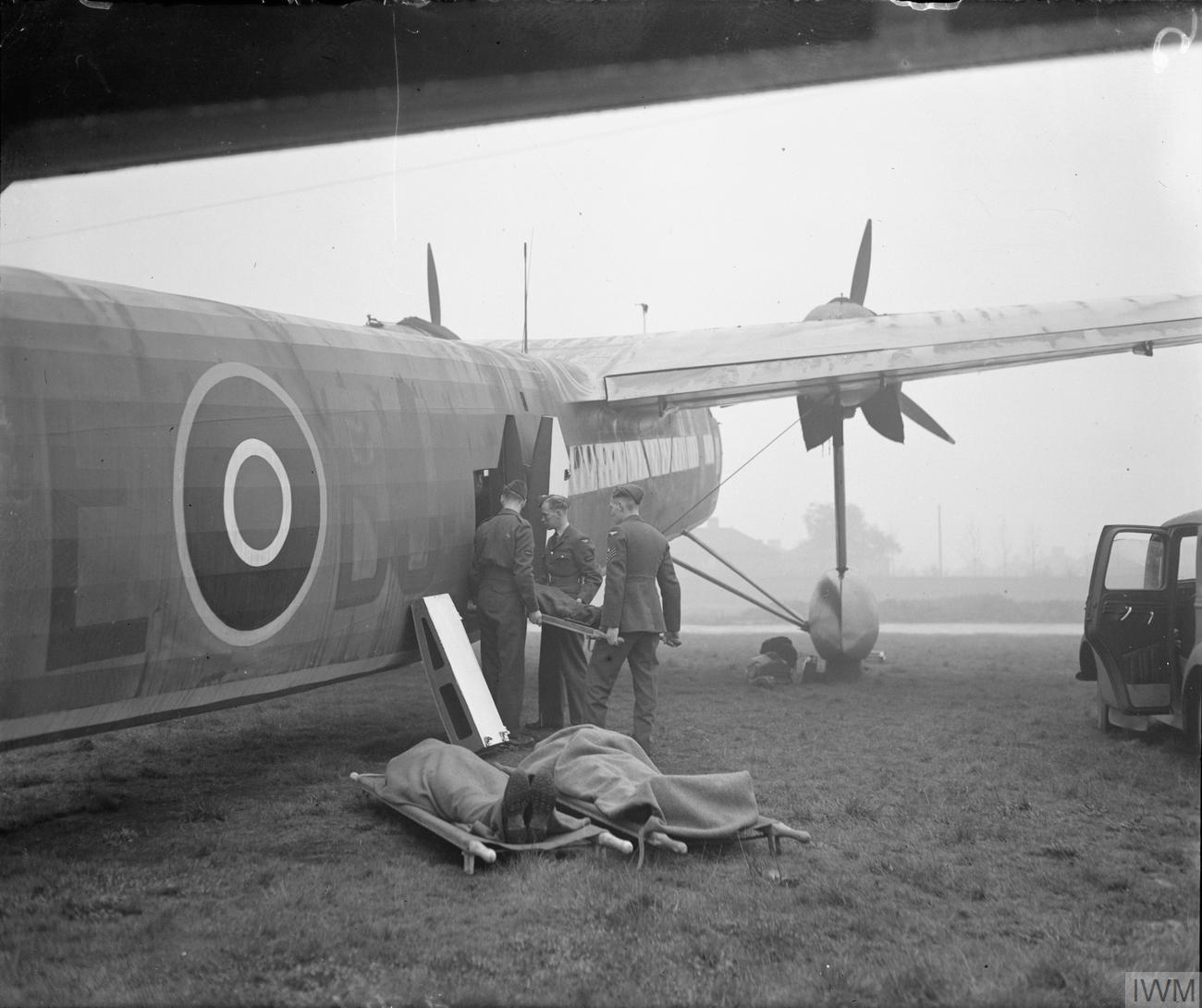
Ordenanzas médicos cargando camillas en un Harrow ambulancia aérea del No. 271 Squadron en RAF Hendon, Middlesex, alrededor de 1943.

El 13 de enero de 1937, el primer Harrow fue entregado al 214 Squadron en RAF Scampton. Los primeros ejemplares, propulsados por el motor Bristol Pegasus X, fueron llamados Harrow Mk.I, mientras que los propulsados por el más potente motor Pegasus XX fueron denominados Harrow Mk.II. A finales de 1937, los cien aviones habían sido entregados a un total de cinco escuadrones de bombardeo de la RAF. A pesar de contar con calefacción de cabina, que utilizaba el cabezal de escape de las calderas de vapor de a bordo, el Harrow se ganó la reputación entre las tripulaciones aéreas de ser un avión frío y con corrientes de aire, hecho que se atribuía principalmente al diseño de sus torretas.
Dos de los nuevos Harrow del No. 214 Squadron de RAF Feltwell colisionaron en el aire sobre Wissington, Norfolk, y se estrellaron, con la pérdida de cinco aviadores, el 29 de abril de 1937. Se informó que la punta alar de un avión contactó con la cola del otro, cayendo uno de ellos en un campo y estallando en llamas, y el otro estrellándose en el río Wissey.
A medida que avanzaba la entrega de bombarderos más modernos, como el Vickers Wellington, el Harrow fue retirado de los escuadrones de primera línea a finales de 1939, no habiendo realizado misiones de combate en su especialidad. Quizás su utilización más importante durante este breve periodo fue en unos vuelos públicos en formación realizados sobre varias ciudades británicas para ensalzar en Día Aéreo del Imperio, en mayo de 1938; el Harrow fue puesto en alerta durante los Acuerdos de Múnich de 1938.
Aunque relegado como bombardero nocturno, el Harrow fue operado durante la Segunda Guerra Mundial como transporte y entrenador. El 1 de mayo de 1940 se formó el 271 Squadron con una mezcla de Harrow, Bristol Bombay y un surtido de aviones civiles requisados. Aunque los otros aviones que equipaban al 271 Squadron fueron reemplazados por Douglas Dakota, se retuvo un destacamento de Harrow (llamados a veces "Sparrows" debido a que sus nuevos carenados de morro les daban un fuselaje más aerodinámico) usados como transportes y ambulancias hasta el Día de la Victoria en Europa.
Como transporte, el Harrow fue usado rutinariamente para transportar equipos y personal entre las bases domésticas dentro de Gran Bretaña, así como a aeródromos continentales antes de la Caída de Francia. También acometió ocasionalmente arriesgados vuelos entre el Reino Unido y Gibraltar; se registró que dos aviones se habían perdido en esta ruta. Los Harrow también fueron operados en apoyo a las fuerzas aliadas en su avance por el noroeste de Europa, evacuando heridos de la Operación Market-Garden durante septiembre de 1944. Siete Harrow resultaron destruidos por un ataque a baja cota de cazas de la Luftwaffe de los JG 26 y JG 54 en el aeródromo de Evere como parte de la Operación Bodenplatte, el ataque alemán sobre aeródromos aliados en el noroeste de Europa, el 1 de enero de 1945, dejando sólo cinco Harrow intactos. Fueron retirados el 25 de mayo del mismo año.
El Harrow también sirvió en un novedoso papel operativo durante la parte más intensa del Blitz contra Gran Bretaña en el invierno de 1940-41. Seis Harrow equiparon al Destacamento 420 (más tarde 93 Squadron), que usó Harrow solitarios para remolcar Long Aerial Mine (LAM, Mina Aérea Larga) en la senda de los bombarderos alemanes. Las LAM poseían una carga explosiva al final de un largo cable y la heterodoxa táctica fue acreditada con la destrucción de entre cuatro y seis bombarderos alemanes. El experimento fue juzgado de poco valor y el planeado despliegue de Douglas Havoc en el papel LAM fue cancelado. Siete Harrow también fueron usados por el 782 Naval Air Squadron del Arma Aérea de la Flota como transportes desde junio de 1941 hasta julio de 1943, siendo usados para llevar motores y piezas de repuesto, así como pasajeros.
El Harrow fue usado como cisterna aéreo para el reabastecimiento en vuelo. A finales de los años 30, tres Harrow fueron modificados por Flight Refuelling Limited, que instaló los mecanismos de reabastecimiento junto con depósitos de combustible adicionales, realizando después la compañía una serie de pruebas. Demostrando ser lo suficientemente capaces, estos aviones fueron usados rutinariamente para reabastecer a hidrocanoas Short Empire, permitiéndoles realizar vuelos de larga distancia en servicios transatlánticos. Para este propósito se estacionaron dos Harrow en Gander, Terranova, mientras que un tercero estaba basado en Foynes, Irlanda. Durante 1940, los dos aviones basados en Gander fueron puestos en servicio por la Real Fuerza Aérea Canadiense.

## Variantes
Harrow Mk.I
Propulsado por dos motores Bristol Pegasus X de 620 kW (830 hp), 19 construidos.
Harrow Mk.II
Propulsado por dos motores Bristol Pegasus XX de 690 kW (925 hp), 81 construidos.

## Operadores
Canadá
- Real Fuerza Aérea Canadiense

 Reino Unido
- Real Fuerza Aérea
- Marina Real
- Flight Refuelling Limited

## Especificaciones (Harrow II)
Referencia datos: The British Bomber since 1914

### Características generales
- Tripulación: Cinco
- Capacidad: 20 soldados equipados[16] o 12 camillas (usado como transporte)
- Longitud: 25 m (82,2 ft)
- Envergadura: 27 m (88,4 ft)
- Altura: 5,9 m (19,4 ft)
- Superficie alar: 101 m² (1087,2 ft²)
- Peso vacío: 6169 kg (13 596,5 lb)
- Peso cargado: 10 433 kg (22 994,3 lb)
- Planta motriz: 2× motor radial de nueve cilindros refrigerado por aire Bristol Pegasus XX.
  - Potencia: 690 kW (951 HP; 938 CV) al despegue cada uno.
- Hélices: 1× tripala de paso variable por motor.

### Rendimiento
- Velocidad máxima operativa (Vno): 320 km/h (199 MPH; 173 kt)
- Velocidad crucero (Vc): 262 km/h (163 MPH; 141 kt)
- Alcance: 2030 km (1096 nmi; 1261 mi)
- Techo de vuelo: 6900 m (22 638 ft)
- Régimen de ascenso: 3,6 m/s (709 ft/min)
- Carga alar: 103 kg/m² (21,1 lb/ft²)
- Potencia/peso: 0,1322 kW/kg (0,0804 hp/lb)

### Armamento
- Ametralladoras: 

  - 4x Lewis de 7,7 mm
- Bombas: 1400 kg (internamente)

## Aeronaves relacionadas

### Desarrollos relacionados
- Havoc Mk I (Pandora): también usado en operaciones con las Long Aerial Mine (LAM)

### Aeronaves similares
- Dornier Do 23
- Junkers Ju 52
- Armstrong Whitworth Whitley
- Bristol Bombay

### Secuencias de designación
- Secuencia HP._ (interna de Handley Page): ← HP.51 - HP.52 - HP.53 - HP.54 - HP.55 - HP.56 - HP.57 →